# ایرج محمدی (تهیه‌کننده)

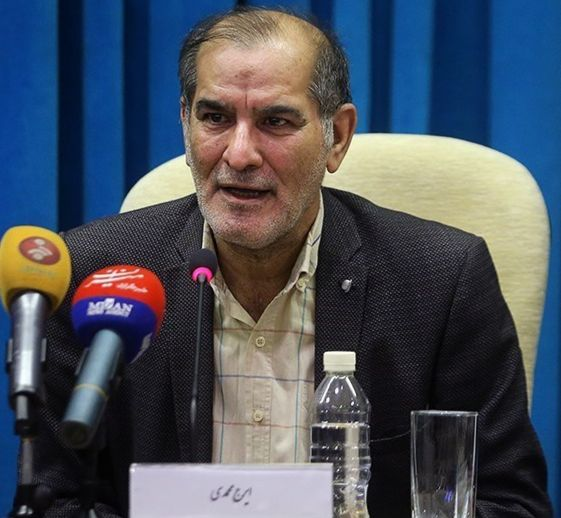
ایرج محمدی - ۱۳۹۷

ایرج محمدی (زادهٔ آبادان) تهیه‌کنندهٔ تلویزیون اهل ایران است.

## مجموعه تلویزیونی
- هتل مروارید (مرضیه برومند، ۱۳۷۸)
- قصه‌های تابه‌تا (مرضیه برومند، ۱۳۷۲)
- وکلای جوان (بهرام کاظمی، ۵–۱۳۷۴)
- دوستان خوب (فریدون حسن‌پور، ۱۳۷۳)
- پسران عاقل (فریدون حسن‌پور، ۴–۱۳۷۳)
- باران عشق (فریدون حسن‌پور، ۱۳۷۹)
- خانه پدری (فریدون حسن‌پور، ۱۳۷۹)
- این زمینی‌ها (مسعود شاه‌محمدی، ۱۳۷۹)
- طلسم شدگان (داریوش فرهنگ، ۱۳۸۲)
- نفس سنگ (احمد بخشی، ۱۳۸۲)
- خانه به‌دوش (رضا عطاران، ۱۳۸۳)
- ماجرای خموش و مموش (شاهین باباپور، ۱۳۸۴)
- نرگس (سیروس مقدم، ۱۳۸۵)
- متهم گریخت (رضا عطاران، ۱۳۸۵)
- کتاب‌فروشی هدهد (مرضیه برومند، ۱۳۸۵)
- ترش و شیرین (رضا عطاران، ۱۳۸۶)
- بزنگاه (رضا عطاران، ۱۳۸۷)
- خوش نشین‌ها (سعید آقاخانی، ۱۳۸۹)
- زن‌بابا (سعید آقاخانی، ۱۳۸۹)
- دردسرهای عظیم (برزو نیک‌نژاد، ۱۳۹۴)
- زعفرانی (حامد محمدی، ۱۳۹۵)
- دلدادگان (منوچهر هادی، ۱۳۹۶)
- آرماندو (احسان عبدی‌پور، ۱۳۹۶)

## سینما
- شکلاتی (۱۳۹۵)
- نیلگون (۱۳۹۸)

## مجموعه نمایش خانگی
- مانکن (حسین سهیلی‌زاده، ۹۸-۱۳۹۷)

- جادوگر

(سید مسعود اطیابی،۱۴۰۱)

## فیلم ویدئویی
- داستان‌های باورنکردنی
- نسیم شمال
- باد جنوب
- گمشده